# 1725年の音楽
1725年の音楽（1725ねんのおんがく）では、1725年の音楽分野の動向についてまとめる。

## 出来事
- 3月25日（エルサレム入城の日） - ヨハン・ゼバスティアン・バッハが聖トーマス教会（ライプツィヒ）でコラール・カンタータ（英語版）の『Wie schön leuchtet der Morgenstern, BWV 1』を初演。
- 3月30日 同じく、バッハが聖トーマス教会でヨハネ受難曲 (BWV 245, BC D 2b [含 BWV 245a, b, and c])を再演（Weimarer Passionの一部を使ったとされる）。

## 出版
- フランソワ・クープラン - 『比類なきリュリ氏の思い出にささげる賛歌のコンセール』 Concert en forme d'apothéose à la mémoire de l'incomparable M. de Lully（パリ）
- ヴィヴァルディが『四季』を作曲。

## 死去
- 10月24日 - アレッサンドロ・スカルラッティ